# Puchar Europy w wielobojach
Puchar Europy w wielobojach – zawody lekkoatletyczne dla reprezentacji państwowych, organizowane przez European Athletic Association od 1973 r. do 2019 r. W latach 1973–1993 oraz 2011–2019 odbywały się w cyklu dwuletnim, natomiast w latach 1993–2011 – corocznie. Drużyny kobiece startowały w siedmioboju, zaś męskie w dziesięcioboju. Puchar Europy dzielił się na trzy ligi: Superligę, I ligę oraz II ligę. Zawody każdej z ligi trwały 2 dni – zazwyczaj w drugiej połowie czerwca – w trzech europejskich miastach. Siedmiokrotnie zawody najwyższej z lig odbyły się w Polsce:
- 1975, 2002, 2005 w Bydgoszczy[1]
- 2007 w Szczecinie – I liga mężczyzn i Superliga kobiet[2]
- 2009 w Szczecinie – Superliga mężczyzn i kobiet
- 2011, 2014 w Toruniu – Superliga mężczyzn i kobiet

Polska dwukrotnie wywalczyła puchar – w 1973 drużyna mężczyzn (Ryszard Skowronek, Ryszard Katus, Tadeusz Janczenko), a w 2009 drużyna kobiet (Kamila Chudzik, Karolina Tymińska, Patrycja Marciniak, Małgorzata Reszka).